# Meropi Kaldi
Meropi Kaldi, gr. Μερόπη Καλδή (ur. 28 grudnia 1954 w Janinie) – grecka polityk, działaczka feministyczna, w 2004 posłanka do Parlamentu Europejskiego.

## Życiorys
Z wykształcenia architekt, zawodowo związana z Uniwersytetem w Atenach. Została prezesem centrum badawczego na rzecz równouprawnienia płci (KETHI).
W latach 1989–1993 była członkinią Parlamentu Hellenów z ramienia Nowej Demokracji. W 1999 kandydowała do Parlamentu Europejskiego V kadencji. Mandat objęła w marcu 2004. Należała do grupy chadeckiej, pracowała m.in. w Komisji Rolnictwa i Rozwoju Obszarów Wiejskich. W PE zasiadała do lipca tego samego roku. Później zatrudniona jako urzędniczka w administracji krajowego parlamentu.